# Палац-музей шейха Заїда
Палац-музей шейха Заїда — палац-музей у місті Аль-Айн в Об'єднаних Арабських Еміратах, розташований у колишній резиденції першого президента ОАЕ Шейха Заїда бін Султана Аль-Нахайяна. Являє собою комплекс житлових та господарчих будівель, обнесених фортифікаційними спорудами. Музей демонструє житло та спосіб життя знатних арабів у середині XX століття, а також присвячений важливій для ОАЕ фігурі Шейха Заїда.

## Історія
Резиденцію побудовано 1937 року. В палаці жив із родиною шейх Заїд бін Султан Аль-Нах'ян як представник еміра Абу-Дабі у Східному регіоні. 1966 він залишив Аль-Айн та переїхав до міста Абу-Дабі.
У 1998 році шейх Заїд ініціював реставрацію приміщень резиденції, зведення двох допоміжних будівель у тому ж архітектурному стилі та перетворення комплексу споруд на музей. До 2000 року ремонтні роботи було завершено та створено музей. Його було відкрито для відвідувачів 2001 року, ще за життя шейха Заїда.

## Експозиція
Палац оточений кріпосною стіною з подвійними воротами, з боків від яких розташовані дві колові вежі. Всередині стіни знаходиться будинок, який розділений на чоловічу та жіночо-дитячу частину. В палаці багато спалень та кавових кімнат. На подвір'ї знаходяться невеликі ставки, поєднані каналом. У внутрішньому дворику розташований колодязь глибиною 15 м, з якого видобували воду за допомогою відра з козячої шкіри.
Надворі також знаходиться великий шатер для прийому гостей. Це копія колишнього шатру, виконана з рукотворного матеріалу, зробленого в Ірані. Мотузки зроблено з козячої шерсті. Шатер символізує зв'язок шейха з традиційним способом життя бедуїнів. На площі за головними воротами стоїть такий же Ленд Ровер, яким шейх Заїд їздив до бедуїнів у пустелю.